# Pietro Fullone
Pietro Fullone (Palermo, 1600 circa – Palermo, 22 marzo 1670) è stato un poeta e letterato italiano.

## Biografia
Scrisse prevalentemente in siciliano. È stato il più celebre scrittore siciliano del XVII secolo. Rappresenta il legame tra Antonio Veneziano, che scrisse nel XVI secolo, Giovanni Meli e Domenico Tempio, che scrissero tra la fine del XVIII e l'inizio del XIX secolo.
I temi della sua poesia trattano spesso dei misteri della vita e dell'universo. Come Meli e Martoglio, soleva trattare queste tematiche con grande ironia. È citato nel Folklore Italiano di Giuseppe Cucchiara e nella Biblioteca Siciliana di Giuseppe Pitrè. Una lista delle sue opere si trova nel Dizionario Bibliografico Siciliano di Giuseppe Maria Mira.